# Konsulat Generalny Rzeczypospolitej Polskiej w Winnicy

Okręgi konsularne w Ukrainie (kolor różowy – Konsulat Generalny w Winnicy)

Konsulat Generalny Rzeczypospolitej Polskiej w Winnicy (ukr. Генеральне Консульство Республіки Польща в Вінниці) – jeden z pięciu działających na Ukrainie polskich konsulatów generalnych. Został utworzony 1 września 2009, który był jedynym przedstawicielstwem dyplomatycznym w tym mieście.
Konsulat czasowo zamknięto po inwazji Rosji na Ukrainę, po czym czasowo ulokowano go we Lwowie.

## Struktura
- Wydział Współpracy z Polakami na Ukrainie, Prawny i Opieki Konsularnej
- Wydział Ruchu Osobowego
- Samodzielne stanowisko ds. politycznych
- Referat Administracyjno-Finansowy

## Działalność
Liczebność polskiej grupy w Winnickim Okręgu Konsularnym jest największa ze wszystkich na Ukrainie – 460 tys. W 2011 staraniem Konsulatu odbyły się w Winnicy i Berdyczowie Światowe Dni Polaków i Polonii. Konsul Generalny Krzysztof Świderek przyczynił się do powstania nowych organizacji polskich w Winnicy, Niemirowie, Smotryczu, Kamieńcu Podolskim. Uruchomił nowe punktu nauczania języka polskiego, zorganizował ogólnopolską akcję ratowania zaniedbanych polskich cmentarzy na Kresach, pod nazwą „Mogiłę pradziada ocal od zapomnienia”. Upamiętniano wydarzenia związane z martyrologią polską – Polaków zmarłych w czasie wielkiego głodu na Ukrainie, rozstrzelanych przez NKWD, wywiezionych na Syberię i do Kazachstanu z Marchlewszczyzny. W 2012 osiągnięto porozumienie, na mocy którego władze ukraińskie zwróciły rzymskokatolicki kościół wybudowany w 1758 przez Michała Grocholskiego. W 2014 zorganizowano Centrum Polskie im. Ignacego Jana Paderewskiego w Winnicy. W 2022 placówka czasowo zawiesiła działalność w związku z agresją rosyjską na Ukrainę.
Winnicki Okręg Konsularny obejmuje cztery obwody: chmielnicki, czerniowiecki, winnicki i żytomierski.

## Kierownicy placówki
- 2009 – 2015 – Krzysztof Świderek[3]
- 27 lipca 2015 – 2017 – Tomasz Olejniczak[5]
- 31 stycznia 2018 – 2024 – Damian Ciarciński[6]
- od 2024 – Mateusz Natkowski[7]